# آوخوستينوسخا
آوخوستينوسخا (بالفريزية الغربية: Stynsgea)‏ هي قرية ببلدية أختكارسبيلن، بمقاطعة فرايزلاند هولندا.
وهي تقع في الجزء الشرقي من مقاطعة فرايزلاند 10 كم شمال دراختن. بلغ عددسكانها عام 2012 إلى 1272.